# Pacifastacus nigrescens
Pacifastacus nigrescens — вымерший вид раков семейства Astacidae. Первоначально он был описан в 1857 году Уильямом Стимпсоном из окрестностей Сан-Франциско, где когда-то был распространён в ручьях, окружающих залив Сан-Франциско. Американский сигнальный рак (Pacifastacus leniusculus) был завезён в Калифорнию, вероятно, в XIX веке, и с тех пор никаких наблюдений P. nigrescens не было; в настоящее время считается, что он вымер. Интенсивные поиски его прежней среды обитания показали, что все места, где он когда-либо обитал, теперь заняты американским сигнальным раком или Procambarus clarkii.
Размер сохранившихся образцов (самца и самки) P. nigrescens составляет от 46,3 до 52,2 мм для самцов, в то время как самки составляли 35 мм.